# Wereldkampioenschappen schaatsen afstanden 2017 - 500 meter mannen
De 500 meter mannen op de wereldkampioenschappen schaatsen afstanden 2017 werd gereden op vrijdag 10 februari 2017 in het ijsstadion Gangneung Science Oval in Gangneung, Zuid-Korea.
Olympisch kampioen Michel Mulder en regerend wereldkampioen Pavel Koelizjnikov waren beiden niet aanwezig. Voor het eerste in de geschiedenis werd de 500 meter over één omloop gereden in plaats van twee. De Nederlander Jan Smeekens won de wereldtitel en was hiermee de eerste Nederlander die wereldkampioen 500 meter werd.

## Plaatsing
De regels van de ISU schrijven voor dat maximaal vierentwintig schaatsers zich plaatsen voor het WK op deze afstand. Geplaatst zijn de beste veertien schaatsers van het wereldbekerklassement na vier manches, aangevuld met de tien tijdsnelsten eerste vier manches van de wereldbeker. Achter deze twintig namen werd op tijdsbasis nog een reservelijst van zes namen gemaakt. Aangezien het aantal deelnemers per land beperkt is tot een maximum van drie, telt de vierde (en vijfde etc.) schaatser per land niet mee voor het verloop van de ranglijst. Het is aan de nationale bonden te beslissen welke van hun schaatsers, mits op de lijst, naar het WK afstanden worden afgevaardigd.
Taiwan vulde de verdiende startplek niet op waardoor Italië met één schaatser mocht starten.

## Statistieken

### Uitslag
| #      | Naam                        | Land | Tijd     |
| ------ | --------------------------- | ---- | -------- |
| Goud   | Jan Smeekens                | NED  | 34,58 BR |
| Zilver | Nico Ihle                   | GER  | 34,66    |
| Brons  | Roeslan Moerasjov           | RUS  | 34,76    |
| 4      | Mitchell Whitmore           | USA  | 34,80    |
| 5      | Ronald Mulder               | NED  | 34,85    |
| 6      | Tsubasa Hasegawa            | JPN  | 34,87    |
| 7      | Håvard Holmefjord Lorentzen | NOR  | 34,88    |
| 8      | Joji Kato                   | JPN  | 34,91    |
| 9      | Laurent Dubreuil            | CAN  | 34,94    |
| 10     | Gao Tingyu                  | CHN  | 34,97    |
| 11     | Yuma Murakami               | JPN  | 34,99    |
| 12     | Cha Min-kyu                 | KOR  | 35,01    |
| 13     | Alex Boisvert-Lacroix       | CAN  | 35,02    |
| 14     | Artur Was                   | POL  | 35,03    |
| 15     | William Dutton              | CAN  | 35,07    |
| 16     | Roman Krech                 | KAZ  | 35,14    |
| 17     | Artjom Koeznetsov           | RUS  | 35,15    |
| 18     | Mika Poutala                | FIN  | 35,17    |
| 19     | Aleksej Jesin               | RUS  | 35,18    |
| 20     | Kim Tae-yun                 | KOR  | 35,29    |
| 21     | David Bosa                  | ITA  | 35,44    |
| 22     | Kim Jun-ho                  | KOR  | 35,45    |
| 23     | Daniel Greig                | AUS  | 36,09    |
| DQ     | Dai Dai Ntab                | NED  | -        |

### Loting
| Rit | Binnenbaan        | Buitenbaan                  |
| --- | ----------------- | --------------------------- |
| 1   | Aleksej Jesin     | William Dutton              |
| 2   | Daniel Greig      | David Bosa                  |
| 3   | Yuma Murakami     | Joji Kato                   |
| 4   | Artjom Koeznetsov | Kim Jun-ho                  |
| 5   | Ronald Mulder     | Alex Boisvert-Lacroix       |
| 6   | Nico Ihle         | Håvard Holmefjord Lorentzen |
| 7   | Roman Krech       | Artur Was                   |
| 8   | Tsubasa Hasegawa  | Jan Smeekens                |
| 9   | Laurent Dubreuil  | Cha Min-kyu                 |
| 10  | Dai Dai Ntab      | Mitchell Whitmore           |
| 11  | Kim Tae-yun       | Mika Poutala                |
| 12  | Gao Tingyu        | Roeslan Moerasjov           |

1996 · 
1997 · 
1998 · 
1999 · 
2000 · 
2001 · 
2003 · 
2004 · 
2005 · 
2007 · 
2008 · 
2009 · 
2011 · 
2012 · 
2013 · 
2015 · 
2016 · 
2017 ·
2019 ·
2020 ·
2021 ·
2023 ·
2024 ·
2025